# Campylocentrum gracile
Campylocentrum gracile är en orkidéart som beskrevs av Célestin Alfred Cogniaux. Campylocentrum gracile ingår i släktet Campylocentrum och familjen orkidéer. Inga underarter finns listade i Catalogue of Life.